# Africa Cup of Nations (kvinder)
Afrikamesterskabet i fodbold for kvinder eller African Cup of Nations er en turnering for afrikanske landshold arrangeret af Confédération Africaine de Football. Turneringen er afholdt hvert andet år siden 1998, med samme format.
Nigeria har med 12 titler vundet flest titler. De eneste to lande, udover over Nigeria som har vundet turneringen, er Ækvatorialguinea og Sydafrika. Ækvatorialguinea vandt 2008 og 2012, hvor de begge gange også var vært med turneringen, mens Sydafrika vandt for første gang i 2022.
Turneringen har fungeret som kvalifikation til VM i fodbold for kvinder, hvert år siden 1991.

## Resultater
| År            | Værtsland          | Finale             | Finale                | Finale             |                   | Semifinalister   | Semifinalister      | Semifinalister |
| År            | Værtsland          | Vinder             | Score                 | Andenplads         |                   | Semifinalister   | Semifinalister      | Semifinalister |
| ------------- | ------------------ | ------------------ | --------------------- | ------------------ | ----------------- | ---------------- | ------------------- | -------------- |
| 1991 Detaljer | forskellige steder | · Nigeria          | 2 – 0 4 – 0           | · Cameroun         | · Guinea          | og               | · Zambia (trak sig) |                |
| 1995 Detaljer | forskellige steder | · Nigeria          | 4 – 1 7 – 1           | · Sydafrika        | · Angola          | og               | · Ghana             |                |
| År            | Værtsland          | Finale             | Finale                | Finale             | Bronzekamp        | Bronzekamp       | Bronzekamp          |                |
| År            | Værtsland          | Vinder             | Score                 | Andenplads         | Tredjeplads       | Score            | Fjerdeplads         |                |
| 1998 Detaljer | Nigeria            | · Nigeria          | 2 – 0                 | · Ghana            | · DR Congo        | 3 – 3 (3–1) str. | · Cameroun          |                |
| 2000 Detaljer | Sydafrika          | · Nigeria          | 2 – 0 (abd)           | · Sydafrika        | · Ghana           | 6 – 3            | · Zimbabwe          |                |
| 2002 Detaljer | Nigeria            | · Nigeria          | 2 – 0                 | · Ghana            | · Cameroun        | 3 – 0            | · Sydafrika         |                |
| 2004 Detaljer | Sydafrika          | · Nigeria          | 5 – 0                 | · Cameroun         | · Ghana           | 0 – 0 (6–5) str. | · Etiopien          |                |
| 2006 Detaljer | Nigeria            | · Nigeria          | 1 – 0                 | · Ghana            | · Sydafrika       | 2 – 2 (5–4) str. | · Cameroun          |                |
| 2008 Detaljer | Ækvatorialguinea   | · Ækvatorialguinea | 2 – 1                 | · Sydafrika        | · Nigeria         | 1 – 1 (5–4) str. | · Cameroun          |                |
| 2010 Detaljer | Sydafrika          | · Nigeria          | 4 – 2                 | · Ækvatorialguinea | · Sydafrika       | 2 – 0            | · Cameroun          |                |
| 2012 Detaljer | Ækvatorialguinea   | · Ækvatorialguinea | 4 – 0                 | · Sydafrika        | · Cameroun        | 1 – 0            | · Nigeria           |                |
| 2014 Detaljer | Namibia            | · Nigeria          | 2 – 0                 | · Cameroun         | · Elfenbenskysten | 1 – 0            | · Sydafrika         |                |
| 2016 Detalje  | Cameroun           | · Nigeria          | 1 – 0                 | · Cameroun         | · Ghana           | 1 – 0            | · Sydafrika         |                |
| 2018 Detaljer | Ghana              | · Nigeria          | 0 – 0 (4–3) penalties | · Sydafrika        | · Cameroun        | 4 – 2            | · Mali              |                |
| 2020 Detaljer | TBD                |                    |                       |                    |                   |                  |                     |                |
| 2022          | Marokko            | · Sydafrika        | 2 – 1                 | · Marokko          |                   | · Zambia         | 1 – 0               | · Nigeria      |
| 2024          | Marokko            | · Nigeria          | 3 – 2                 | · Marokko          | · Ghana           | 1 – 1 (4–3) str. | · Sydafrika         |                |